# Abdul Diallo
Abdul Moktar Diallo (Ouagadougou, 23 dicembre 1985) è un ex calciatore burkinabé, di ruolo attaccante.

## Carriera
Ha giocato nella massima serie dei campionati greco e cipriota.